# إس تي سي باي
شركة المدفوعات الرقمية السعودية أو إس تي سي باي (بالإنجليزية: STC Pay) شركة سعودية سابقة، كانت إحدى شركات مجموعة إس تي سي، وهي عبارة عن منصة محفظة رقمية ونظام دفع عبر الإنترنت ومنصة تعاملات مالية. في يونيو 2021، صدرت الموافقة لتحويلها لبنك رقمي في السعودية بعد موافقة البنك المركزي السعودي.

## التاريخ
في 22 نوفمبر 2020 أعلنت شركة الاتصالات السعودية عن بيع حصة قدرها 15% في شركتها التابعة إس تي سي باي لشركة ويسترن يونيون. في22 يونيو 2021 وافق مجلس الوزراء على منح ترخيص لشركة إس تي سي باي لتصبح بنك رقمي برأس مال إجمالي قدره 2.5 مليار ريال سعودي. ستقوم اس تي سي بضخ مبلغ 802 مليون ريال سعودي للاحتفاظ بنسبة 85% من رأس مال شركة  إس تي سي باي وتستثمر شركة ويسترن يونيون (عبر شركة تابعة مملوكة لها بالكامل) 750 مليون ريال سعودي لتملّك ما نسبته 15% من رأس مال شركة  إس تي سي باي، مما سيرفع رأس المال الإجمالي إلى 2.5 مليار ريال سعودي. وكانت اس تي سي قد قامت برفع رأس مال الشركة من 400 مليون ريال سعودي إلى 948 مليون ريال سعودي، من خلال تحويل قرض شركاء بقيمة 148 مليون ريال سعودي إلى رأس مال الشركة، وضخت اس تي سي مبلغ إضافي بقيمة 400 مليون ريال سعودي كرأس مال لشركة إس تي سي باي.

## وصلات خارجية
- الموقع الرسمي